# Dámský gambit (seriál)
Dámský gambit (v anglickém originále The Queen's Gambit) je americká dramatická televizní minisérie z roku 2020, jejíž tvůrci jsou Scott Frank a Allan Scott. Děj vychází ze stejnojmenného románu od Waltera Tevise. Hlavní roli geniální šachistky ztvárnila herečka Anya Taylor-Joy. 
Seriál byl celosvětově distribuován prostřednictvím Netflixu, kde se v nabídce seriálů objevil dne 23. října 2020. Po čtyřech týdnech se stal nejsledovanější minisérií Netflixu a v 63 zemích se stal nejsledovanějším pořadem. Seriál se setkal s příznivým hodnocením kritiků, kteří chválili zejména herecký výkon hlavní představitelky, kameru a umělecký dojem. Pozitivní odezvu získal také u šachové komunity za přesné zobrazení šachů na vysoké úrovni a podle údajů zvýšil zájem veřejnosti o tuto hru.
Seriál získal celkem jedenáct cen Emmy, včetně ceny za nejlepší minisérii, čímž se stal prvním pořadem Netflixu, který v této kategorii zvítězil. Seriál získal také dva Zlaté glóby, za nejlepší minisérii a nejlepší herečku pro Anyu Taylor-Joy. Taylor-Joy také obdržela cenu Cenu Sdružení filmových a televizních herců za nejlepší ženský herecký výkon v minisérii nebo TV filmu.

## Synopse
Seriál představuje fiktivní příběh odehrávající se v 50. a 60. letech 20. století. Beth Harmonová (Anya Taylor-Joy), která přišla o matku během dopravní nehody, se dostane do sirotčince. Zde náhodou objeví údržbáře, který hraje šachy, přesvědčí ho, aby ji to naučil a stane se geniální hráčkou. Její sen stát se nejlepší šachistkou na světě ale komplikují nejen emocionální problémy, ale také závislost na lécích a alkoholu. 

## Obsazení

### Hlavní role
| Anya Taylor-Joy        | Beth Harmonová                                         |
| Isla Johnston          | Beth v devíti letech                                   |
| Annabeth Kelly         | Beth v pěti letech                                     |
| Bill Camp              | pan Shaibel, údržbář v sirotčinci                      |
| Moses Ingram           | Jolene, dívka ze sirotčince                            |
| Christiane Seidel      | Helen Deardorffová, ředitelka v sirotčinci             |
| Rebecca Root           | paní Lonsdalová, učitelka v sirotčinci                 |
| Chloe Pirrie           | Alice Harmonová, Bethina zemřelá matka                 |
| Akemnji Ndifornyen     | pan Fergusson, pracovník v sirotčinci                  |
| Marielle Heller        | Alma Wheatleyová, adoptivní matka Beth                 |
| Harry Melling          | Harry Beltik, Bethin kamarád a konkurent               |
| Patrick Kennedy        | Allston Wheatley, Almin manžel a Bethin adoptivní otec |
| Jacob Fortune-Lloyd    | D. L. Townes, šachista a novinář                       |
| Thomas Brodie-Sangster | Benny Watts, Bethin kamarád a konkurent                |
| Marcin Dorociński      | Vasilij Borgov, ruský šachový velmistr                 |

### Vedlejší role
| Sergio Di Zio                               | Bethin otec                                       |
| Dolores Carbonari                           | Margaret, Bethina spolužačka ze střední školy     |
| Eloise Webb                                 | Annette Packer, první dívka, se kterou Beth hrála |
| Matthew Dennis Lewis a Russell Dennis Lewis | Matt a Mike, dvojčata pořádající turnaje          |
| Max Krause                                  | Arthur Levertov, velmistr a kamarád Bennyho       |
| Ryan Wichert                                | Hilton Wexler, šachista a kamarád Bennyho         |
| Jonjo O'Neill                               | pan Ganz, vedoucí šachového kroužku               |
| Louis Ashbourne Serkis                      | Georgij Girev, třináctiletý ruský šachista        |
| Janina Elkin                                | paní Borgovová, manželka a tlumočnice Borgova     |
| Millie Brady                                | Cleo, francouzská modelka a kamarádka Bennyho     |
| Bruce Pandolfini                            | Ed Spencer, ředitel šachového turnaje             |
| John Schwab                                 | pan Booth, úředník z ministerstva                 |
| Marcus Loges                                | Lučenko, ruský šachový veterán                    |

## Seznam dílů
| Č. v seriálu | Č. v řadě | Původní název | Český název | Režie       | Scénář      | Zveřejnění na Netflixu |
| --- | --------- | ------------- | ----------- | ----------- | ----------- | ---------------------- |
| 1 | 1         | Openings      | Zahájení    | Scott Frank | Scott Frank | 23. října 2020         |
| Elizabeth (Beth) Harmonová osiří v devíti letech, když její matka zemře při autonehodě na New Circle Road. Následně je převezena do dívčího sirotčince Methuen. V sirotčinci jsou dětem podávány léky na uklidnění, aby byly poddajnější. Beth zjistí, že se pam Sheibel, údržbář v sirotčinci, ve sklepě hraje šachy. Po opakovaných žádostech a ukázce, že se pozorováním již naučila, jak se figurky pohybují, Sheibel neochotně souhlasí, že ji naučí hrát. Beth se rychle zlepšuje díky své prostorové inteligenci a lékům, které jí umožňují soustředit se a představovat si šachové partie na stropě nad postelí. Když Shaibel zjistí, že Beth je již lepší než on, seznámí ji s učitelem šachového kroužku na místní střední škole, panem Ganzem, kterého Beth také porazí. Ganz ji pozve na simultánní turnaj proti celému svému kroužku. Poté, co stát vydá zákon zakazující používání sedativ u dětí, začne Beth trpět abstinenčními příznaky. Když Beth její kamarádka Jolene dá lék na uklidnění, tak Beth snadno porazí celou Ganzovu třídu. Beth později před Shaiblem kritizuje dovednosti šachistů z Ganzovy třídy a řekne mu, jak povzbuzující bylo pro ni vyhrát. Neustále trpí abstinenčními příznaky a rozhodne se léky ukrást, je ale přistižena. Omdlí poté, co se předávkuje několika sousty pilulek. |           |               |             |             |             |                        |
| 2 | 2         | Exchanges     | Výměny      | Scott Frank | Scott Frank | 23. října 2020         |
| Beth jako dospívající dívku adoptují manželé Alma a Allston Wheatleyovi z Lexingtonu. Alma je nešťastná, zatímco Allston je citově odtažitý a často kvůli své práci není doma. Na nové střední škole je Beth šikanována populárními dívkami kvůli svému nevzhlednému oblečení a vysoké inteligenci. Beth ukradne matce prášky na uklidnění (stejné, jaké dostala v sirotčinci) a znovu si začne představovat šachové pozice na stropě. Ukradne také šachový časopis a dozví se o nadcházejícím mistrovství státu Kentucky. Nemá peníze, a tak napíše panu Shaibelovi, který jí pošle pět dolarů na vstupné. Překvapí pořadatele tím, že několik partií vyhraje. Zamiluje se zde také do mladíka jménem Townes. Po druhém dni turnaje se Beth vrací domů a zjišťuje, že Allston ji i Almu opustil. Beth se bojí, že ji pošlou zpátky do sirotčince, ale Alma jí řekne, že budou lhát, aby u ní mohla zůstat. Beth během závěrečné hry turnaje proti státnímu šampionovi Harrymu Beltikovi znervózní jeho pozdní příchod a uteče na toaletu, kde si vezme prášek na uklidnění, který jí pomůže vyhrát hru. Alma plánuje vzít Beth na turnaj v Cincinnati, kde se hraje o finanční ceny. |           |               |             |             |             |                        |
| 3 | 3         | Doubled Pawns | Dvojpěšci   | Scott Frank | Scott Frank | 23. října 2020         |
| Beth vyhrává turnaj v Cincinnati a dává Almě 15 % z výhry. Beth při cestách na turnaje nadále zanedbává školu a rychle získává celostátní uznání za své úspěchy. S rostoucími výhrami se také začíná stylověji oblékat. Ve škole Beth pozvou na schůzku dívky, které se jí zpočátku vyhýbaly. Brzy si uvědomí, že s nimi nemá nic společného, a po krádeži láhve ginu uteče domů. V roce 1966 se Beth vydává do Las Vegas na turnaj, kde se znovu setkává s Townesem, nyní novinářem, který o akci píše pro lexingtonské noviny. Vrátí se do jeho hotelového pokoje, kde ji Townes vyfotí. Oba hrají šachy a prožijí spolu krátkou intimní chvilku, ale vyruší je Townesův spolubydlící, o němž Beth vytuší, že je zároveň jeho přítelem. Beth náhle odejde dřív, než jí Townes stihne situaci vysvětlit. Beth narazí na současného mistra USA v šachu Bennyho Wattse, který ji upozorní na chybu v její partii proti Beltikovi. Beth je zaskočena, zopakuje si svou předchozí hru a ztratí sebedůvěru. Následující den zažije proti Wattsovi svou první profesionální prohru. |           |               |             |             |             |                        |
| 4 | 4         | Middle Game   | Střední hra | Scott Frank | Scott Frank | 23. října 2020         |
| Beth navštěvuje večerní kurzy ruštiny na místní vysoké škole. Zúčastní se večírku, kde kouří marihuanu a vyspí se s jedním ze studentů. Když zůstane na víkend sama v prázdném bytě, oddává se dalšímu alkoholu a drogám. Po maturitě Beth odjíždí s Almou na mezinárodní turnaj do Mexico City. Beth se utká s několika mezinárodními hráči, včetně třináctiletého sovětského zázraku Georgije Gireva, kterého porazí v náročném zápase trvajícím dva dny. V přeplněném výtahu Beth zaslechne rozhovor sovětského mistra světa Vasilije Borgova se dvěma společníky, kteří diskutují o jejím herním stylu a možných slabinách. Borgov poznamenává, že je sirotek a přeživší jako oni. Beth pak hraje s Borgovem a prohrává s ním v napínavé partii poté, co ji překvapí netradičním zahájením. V hotelovém pokoji Beth zjistí, že Alma zemřela na podezření na hepatitida, kterou pravděpodobně zhoršilo její nadměrné pití. Beth se podaří kontaktovat Allstona v Denveru, který nechce mít s přípravami pohřbu nic společného. Souhlasí však, že si Beth nechá dům. Beth si v lékárně koupí další prášky na uklidnění a pak odletí domů, aby zařídila Almin pohřeb. Na její poctu si objedná v baru Almin oblíbený koktejl Gibson. |           |               |             |             |             |                        |
| 5 | 5         | Fork          | Vidlička    | Scott Frank | Scott Frank | 23. října 2020         |
| Beth se vrací domů do Kentucky a znovu se setkává s Harrym Beltikem, který studuje na vysoké škole a je do ní zamilovaný. Na Bethin návrh se nastěhuje do Almina domu, aby jí dělal společnost. Oba tráví čas tréninkem a několikrát se spolu vyspí, dokud si Beltik neuvědomí, že Bethina posedlost šachy vždy zastíní jakýkoli jejich vztah. Jejich cesty se rozejdou, protože Beltik přiznává, že jeho vášeň pro šachy ochabla. Beth se ve městě setkává se svou bývalou spolužačkou ze střední školy Margaret, která je nyní krátce po maturitě vdaná. Ta má nyní malou dceru a stala se z ní alkoholička. Beth odjíždí na mistrovství USA 1967 do Ohia, kde se znovu setkává s Bennym Wattsem. Večer předtím, než se mají utkat ve finálové partii, vyzve Benny Beth k několika kolům rychlých šachů za pět dolarů. Zkušený Benny ji důsledně poráží a obírá ji o všechny peníze. Druhý den však Beth Bennyho porazí a stane se mistryní USA. Oba diskutují o Bethině budoucnosti v mezinárodní soutěži. Benny pozná, že Beth potřebuje vzor i trenéra, a pozve Beth, aby s ním trénovala v New Yorku na turnaj v Paříži. |           |               |             |             |             |                        |
| 6 | 6         | Adjournment   | Odročení    | Scott Frank | Scott Frank | 23. října 2020         |
| Beth cestuje s Bennym do New Yorku, kde ji Benny trénuje na pařížský turnaj. Na pomoc si pozve dva silné hráče, Hiltona Wexlera a Arthura Levertova, a také společnou kamarádku, francouzskou modelku Cleo, která se s Beth rychle spřátelí. Beth opakovaně poráží Bennyho, Wexlera a Levertova v simultánních rychlých šachách a získává zpět více peněz, než kolik jí Benny sebral v Ohiu. Beth a Benny se spolu vyspí, ale Benny jim zkazí náladu tím, že poté mluví o šachové strategii pro Paříž. Na pařížském turnaji postoupí Beth do finále proti Borgovi. Cleo, která je také v Paříži, pozve Beth na skleničku. Beth se váhavě připojí ke Cleo v baru, což vyústí v noční flám. Beth s kocovinou zaspí finále, nedokáže se soustředit a znovu prohraje s Borgovem. Zničená Beth odmítne Bennyho nabídku, aby s ním nadále zůstala v New Yorku a připravovala se na turnaj v Moskvě. Místo toho se vrací do Kentucky. Po návratu domů ji kontaktuje její právník s tím, že její adoptivní otec Allston Wheatley má nyní problémy s tím, aby žila v jeho domě. Požaduje, aby dům opustila, a trvá na tom, že jí ho navzdory jejím protestům nedal. Beth od něj dům odkoupí a souhlasí s tím, že zaplatí základní kapitál ve výši 7 000 dolarů, ale odečte náklady na uspořádání pohřbu své adoptivní matky Almy Wheatleyové. Sama z domu odstraní všechny jeho věci a dům nově zařídí. Brzy poté se ponoří do několikadenního drogového a alkoholového opojení a ignoruje telefonáty i okolní svět. Neochotně splní svůj závazek navštívit mistrovství státu Kentucky a při osobním setkáním odbyde svou vůbec první turnajovou soupeřku Annette. Narazí zde na Harryho, který ji konfrontuje s jejím alkoholismem. Druhý den Beth najde přede dveřmi svou kamarádku z dívčích let Jolene. |           |               |             |             |             |                        |
| 7 | 7         | End Game      | Koncovka    | Scott Frank | Scott Frank | 23. října 2020         |
| Ve flashbacku na začátek seriálu v roce 1957 navštíví Beth a její matka muže, u nějž se ukáže, že je Bethin otec. Bethina matka prosí Bethina otce, aby se jejich dítěte ujal, ten ji však odmítá s tím, že je příliš pozdě. V současnosti roku 1968 se Jolene a Beth účastní pohřbu pana Shaibela. Poté Beth znovu navštíví sirotčinec a zhroutí se, když zjistí, že Shaibel až do své smrti sledoval její kariéru. Jolene jí pomůže přestat pít s pomocí sportu. Beth odmítne finanční prostředky od křesťanské skupiny na cestu do Moskvy. Požádá Bennyho, aby jí pomohl s financováním, ten však odmítne. Jolene jí půjčí peníze a Beth dorazí na turnaj do Moskvy. Vyhraje několik zápasů a získá si mnoho fanoušků z řad ruského publika. Ve finálové partii proti Borgovovi hraje Beth dámský gambit; partie je po čtyřiceti tazích přerušena. Beth se znovu setkává s Townesem, který o turnaji píše pro deník Lexington Herald-Leader. Beth zavolá Benny, který svolal Harryho, Matta, Mikea, Wexlera a Levertova, aby analyzovali její partii s Borgovem. Když se večer hra obnoví, Beth si dokáže představit hru bez prášků na uklidnění a nakonec po odmítnutí remízy Borgova porazí a stane se mezinárodní hvězdou. Při zpáteční cestě na letiště Beth vystoupí z auta a zamíří do parku, kde místní muži hrají šachy. Ti ji poznávají, srdečně ji vítají a zvou ji ke hře. |           |               |             |             |             |                        |

## Kritika
Seriál získal u českých recenzentů nadprůměrná hodnocení:
- Lukáš Frank, Filmserver, 5. listopadu 2020, [1]
- Jakub Kratochvíl, TVzone, 8. listopadu 2020, [2]
- Jakub Vopelka, Kinobox, 11. listopadu 2020, [3]
- Jakub Strouhal, Pinbacker, 13. listopadu 2020, [4]
- Michal Růžička, Kulturio, 14. listopadu 2020, [5]

Seriál kromě kritiků ocenili i fanoušci: na Česko-Slovenské filmové databázi má seriál hodnocení 91 % (stav k 20.11.2020) a na americké databázi Internet Movie Database získal seriál uživatelské hodnocení 8,8/10 (stav k 20.11.2020).